# Артур (округ, Небраска)
Шаблон:StateAbbr_ 41°34′ пн. ш. 101°42′ зх. д. / 41.57° пн. ш. 101.7° зх. д.
Округ Артур (англ. Arthur County) — округ (графство) у штаті Небраска, США. Ідентифікатор округу 31005.

## Історія
Округ утворений 1887 року.

## Демографія
За даними перепису
2000 року
загальне населення округу становило 444 осіб, усе сільське.
Серед мешканців округу чоловіків було 224, а жінок — 220. В окрузі було 185 домогосподарств, 138 родин, які мешкали в 273 будинках.
Середній розмір родини становив 2,8.
Віковий розподіл населення поданий у таблиці:
| Стать    | До 15 років | 15-21 | 22-29 | 30-39 | 40-49 | 50-65 | 65-85 | Понад 85 |
| -------- | ----------- | ----- | ----- | ----- | ----- | ----- | ----- | -------- |
| Чоловіки | 40          | 17    | 24    | 31    | 39    | 38    | 29    | 6        |
| Жінки    | 45          | 18    | 16    | 29    | 32    | 42    | 34    | 4        |

## Суміжні округи
- Грант — північ
- Гукер — північний схід
- Макферсон — схід
- Кейт — південь
- Гарден — захід